# Matilda Jungstedt
Matilda Emilia Charlotta Jungstedt, née le 13 octobre 1864 à Norrköping et morte le 21 novembre 1923 à Oscar (Stockholm), est une chanteuse lyrique suédoise mezzo-soprano. 

## Biographie
Matilda Jungstedt est la fille de Johan Nils Jungstedt et de son épouse Matilda, née Sundius. Son frère Axel (sv) est un peintre reconnu. Matilda Jungstedt étudie à l'École royale supérieure de musique de Stockholm, auprès de Fritz Arlberg et Julius Günther pour le chant, et Signe Hebbe. Elle est engagée ensuite à l'opéra royal de Stockholm, débutant en 1889 dans le rôle de la reine des montagnes (Bergadrottningen) dans l'opéra Den bergtagna (sv). Ensuite, elle part pour Paris, où en 1890-1891 elle prend des leçons auprès de Désirée Artôt, fort appréciée de Tchaïkovsky, et ensuite à Londres auprès du fameux interprète de lieder, Raimund von Zur Mühlen.
Après ses études et après avoir travaillé une saison au Grand Théâtre de Göteborg, Mathilde retourne à l'opéra royal, où elle se produit en 1892-1906, 1908-1910, au Oscarsteatern où elle se produit en 1906-1908. Matilda Jungstedt va aussi en Norvège, au Danemark et en Finlande.
Matilda Jungstedt interprète le rôle de Leonora dans Fidelio, Orphée, Dalila, dans Samson et Dalila, Amnéris dans Aïda, Otruda dans Lohengrin et La Walkyrie, Chérubin dans Le Mariage de Figaro de Mozart, Niklaus dans Les Contes d'Hoffmann d'Offenbach ou encore le rôle-titre de Carmen. 
Les mérites de Mathilda Jungstedt ont été très appréciés : en 1894, elle a reçu la Médaille de la littérature et des arts (Litteris et Artibus), et en 1915, elle a été admise à l'Académie royale suédoise de musique. Matilda Jungstedt meurt en 1923 et elle est enterrée à Stockholm.

## Vie privée
Matilda Jungstedt est mariée de 1891 à 1899 au chanteur et metteur en scène Emil Linden; et en 1905 elle se remarie avec le peintre Fritz Reutersvärd. Elle a un fils de son premier mariage, Kurt Jungstedt, peintre caricaturiste. 